# Epitomapta
Genre
Epitomapta est un genre d'holothuries (concombres de mer) de la famille des Synaptidae. 

## Caractéristiques
Description d'après Sven Gustaf Heding : Tentacules pennés, généralement au nombre de 12. Digits de deux à cinq paires de chaque côté (rarement deux ou aucun). Les organes sensoriels n'ont jamais la forme d'yeux pigmentés, mais se présentent sous forme de minuscules cupules sur la face interne du pédoncule des tentacules. Anneau calcaire bien développé. Les pièces radiales ne sont pas perforées pour le passage des nerfs, mais présentent une encoche sur le bord antérieur. Anneau cartilagineux absent. Vésicule de Poli généralement unique. Le canal aquifère est unique et non ramifié. Les entonnoirs ciliés sont de formes différentes et sont attachés à la paroi du corps, pas aux mésentères. Les dépôts calcaires dans la paroi du corps sont des ancres, des plaques d'ancres et des granules miliaires ; dans les tentacules, de grandes tiges. La crosse des ancres est finement dentée, mais non ramifiée ; les bras ont généralement des dents sur le bord extérieur ; le vertex est lisse. Plaques en ancres ovales ou quelque peu allongées, avec un grand trou central, entouré de six grands trous, généralement plus ou moins dentés, et deux grands et plusieurs petits trous lisses à l'extrémité postérieure étroite, mais sans arc traversant la surface externe ; à l'extrémité large, il y a souvent des trous dentés supplémentaires. 

## Liste des espèces
Selon World Register of Marine Species (15 décembre 2023) :
- Epitomapta aumakua Solís-Marín, Conejeros-Vargas, Caballero-Ochoa & Byers, 2023 -- Hawaii
- Epitomapta roseola (Verrill, 1874) -- Atlantique tropical ouest
- Epitomapta simentalae Solís-Marín, Conejeros-Vargas, Caballero-Ochoa & Arriaga-Ochoa, 2019 -- Pacifique est
- Epitomapta tabogae Heding, 1928 -- Pacifique